# Trinité Sports TT
Le Trinité Sports section Tennis de table est un club français de tennis de table situé dans la commune de La Trinité dans les Alpes-Maritimes. Le club a été créé en 1964 par Georges Ghionda et a été en 1986 le premier club Français à avoir remporté la coupe Nancy-Evans et le titre de champion de France en nationale 1 chez les messieurs. De grands joueurs comme Xie Saike no 3 mondial, Patrick Birocheau no 2 français, Christian Martin no 6 français et bien d'autres, ont permis au club de se hisser parmi les meilleurs clubs français de tennis de table.

## Histoire du club

### Une ascension fulgurante
Dès sa première saison officielle en championnat en 1964/65, la seule équipe messieurs engagée par le club termine Champion de Départementale 2. Le club accède alors dans le championnat national (et la Nationale 3, 3e échelon national de l'époque) 3 ans plus tard et ne le quitteront plus. En  1970, le club atteint alors la Nationale 2 et pour sa première saison à ce niveau, le club décroche le maintien en terminant... vice-champion de France, décrochant à l'occasion l'accession en Nationale 1. Mais les messieurs ne s'arrêtent pas là. En 1972, pour leur première saison dans l'élite du championnat par équipe, ils terminent à la 3e place du championnat. Un véritable exploit pour ce club créé seulement sept ans auparavant.

### L'ascenseur
Dès lors, les messieurs rentrent dans le rang et jouent le maintien. En 1975, ils sont relégués en Nationale 2 mais retrouveront l'élite l'année suivante après le sacre en 2e division. Mais ils ne pourront assurer leur maintien et retournent dans l'antichambre de l'élite. Ils retrouveront l'élite l'année suivante en 1978 tandis que parallèlement, l'équipe première dames accède pour la première fois de son histoire en Nationale 2 la même année. Alors que l'équipe messieurs reprend une nouvelle fois l'ascenseur pour la Nationale 2, les féminines continuent sur leur lancée et terminent vice-championnes de France de Nationale 2 pour arriver en Nationale 1, comme les messieurs l'ont fait huit ans auparavant. En 1980, les féminines terminent à la 4e place du championnat tandis que les messieurs décrochent à nouveau la Nationale 1. Les deux sections se maintiennent alors dans leurs championnats.

### L'âge d'or
Si les féminines retombent dans l'anonymat de la Nationale 3 à partir de 1982, c'est bien la section masculine qui va faire parler d'elle. La même année, le club se qualifie pour la première fois de son histoire en Coupe d'Europe Nancy-Evans, compétition qu'ils disputeront sans discontinuer jusqu'en 1988. En 1984, le club décroche le titre de vice-champion de France derrière l'US Kremlin Bicêtre. La saison suivante est celle des grosses déceptions puisque l'équipe masculine, faute de décrocher un premier titre de champion de France (2e derrière l'AS Messine de Paris), s'incline en finale de la Coupe d'Europe Nancy-Evans face au Spartacus Budapest. Mais le meilleur est à venir. 1985-1986 restera la saison la plus importante de l'histoire du club : Le Trinité Sports Tennis de Table réalise un doublé historique en devenant Champion de France de Nationale 1 mais aussi le premier club français à remporter une Coupe d'Europe (victoire finale face au Borussia Düsseldorf). L'année suivante en 1987, le club est Champion de France de Nationale 1 mais s'incline en demi-finales de la Coupe d'Europe. En 1988, les sections masculines du club confirment leur potentiel en terminant 3e du championnat mais aussi en plaçant l'équipe réserve à la 2e place du Nationale 2.

### La traversée du désert
après cette période faste, le club quitte la première division en 1990 à la suite de la relégation sportive de l'équipe fanion masculine mais aussi à la réforme du championnat par la FFTT. Dès lors, l'équipe végète entre les championnats nationaux jusqu'en 2006 où la section masculine refuse la montée en Nationale 1 (devenue après diverses réformes de championnats le 3e échelon national) après une première place dans leur poule. Aujourd'hui, la section masculine s'est maintenue en première phase de la Régionale 1 alors que la section féminine évolue en Nationale 1 depuis la seconde phase de la saison 2010-2011.

## Palmarès
- Coupe d'Europe Nancy-Evans (1)
  - Vainqueur en 1986
  - Finaliste en 1985

- Nationale 1 (2)
  - Champion en 1986 et 1987
  - Vice-champion en 1984 et 1985
  - 3e en 1972 et 1988

- Coupe d'Europe des Clubs Champions
  - Demi-finaliste en 1987

## Anciens pongistes
- Xie Saike (vers 1986, alors n°3 mondial)
- Patrick Birocheau (vers 1986, alors n°2 français)
- Christian Martin (vers 1986, alors n°6 français)